# Phaenocarpa reticulata
Phaenocarpa reticulata är en stekelart som beskrevs av Fischer 1974. Phaenocarpa reticulata ingår i släktet Phaenocarpa och familjen bracksteklar. Inga underarter finns listade i Catalogue of Life.